# Bengt Gadefeldt
Bengt Gadefeldt, född 1924, död 27 maj 2001, var en svensk motoringenjör och chef för Saab-Scanias motorkonstruktionsavdelning 1969–1989.
Bengt Gadefeldt var en av de mest inflytelserika personerna bakom Saabs övergång till turbomotorer i personbilar i slutet av 1970-talet. Gadefeldt hade stor erfarenhet av turbotekniken från sin tid på Scania-Vabis.
1978 tilldelades Gadefeldt utmärkelsen Guldkuggen för sina insatser inom utvecklingen av Saabs turbomotorer.